# Unterroth

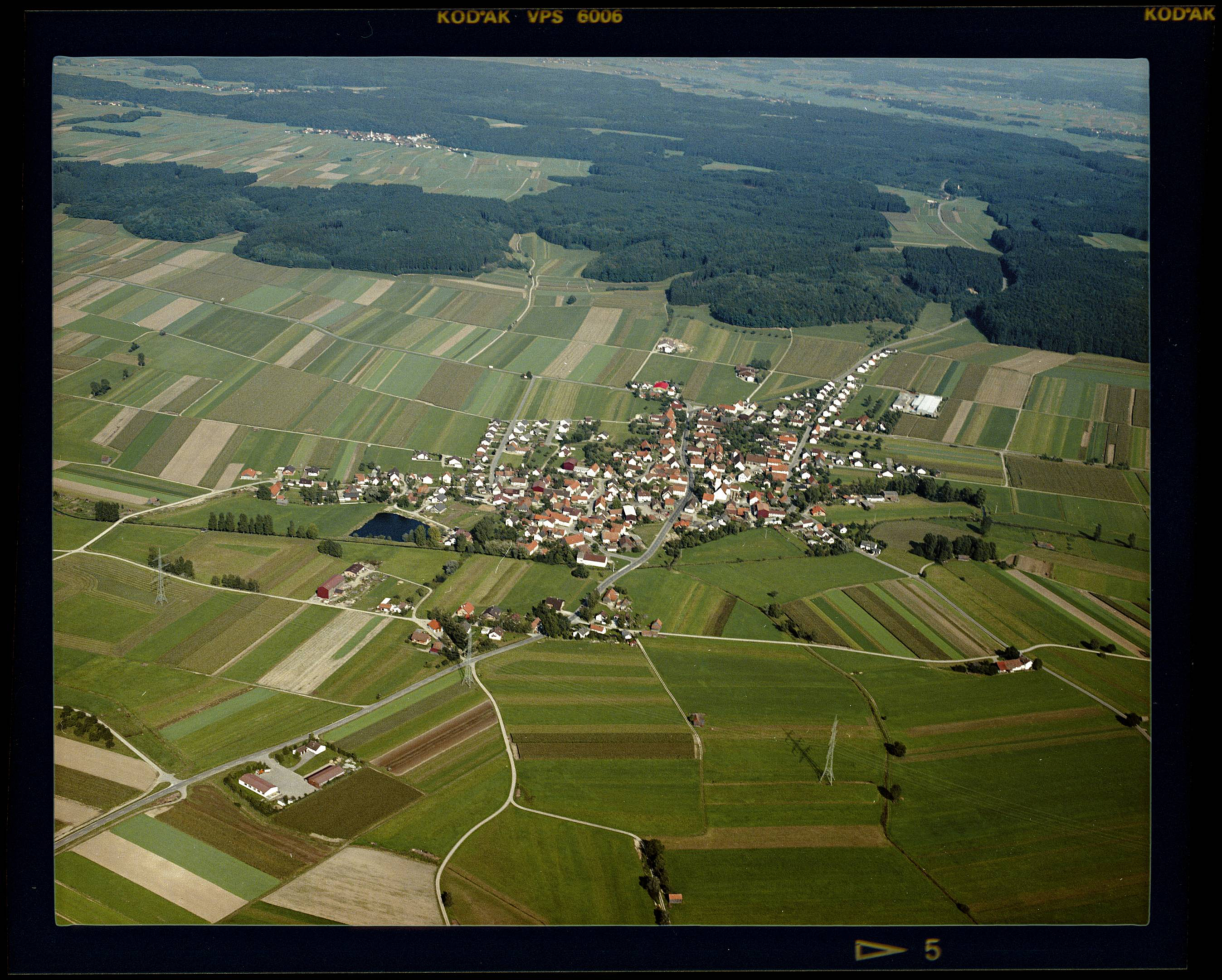
Luftbild von Unterroth (1985)

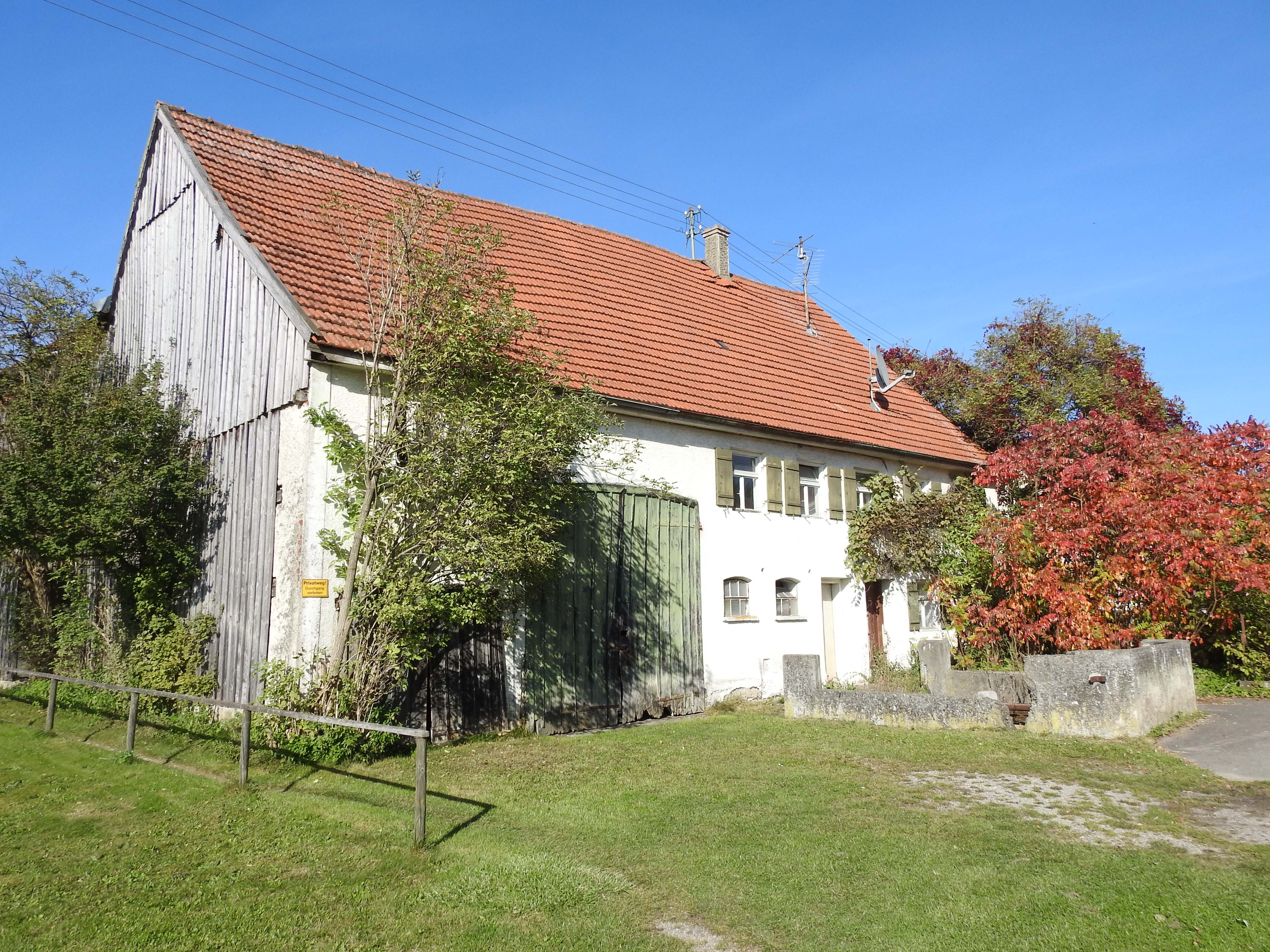
Bauernhaus in Unterroth

Unterroth ist eine Gemeinde im schwäbischen Landkreis Neu-Ulm. Die Gemeinde ist Mitglied der Verwaltungsgemeinschaft Buch.

## Geografie

### Geografische Lage
Das Pfarrdorf liegt in der Region Donau-Iller in Mittelschwaben im Tal der Roth, 30 km südöstlich von Ulm und 30 km nördlich von Memmingen.

### Gemeindegliederung
Die Gemeinde hat zwei Gemeindeteile (in Klammern ist der Siedlungstyp angegeben):
- Matzenhofen (Weiler)
- Unterroth (Pfarrdorf)

## Geschichte

### Mittelalter
Unterroth wird erstmals im 9. Jahrhundert in einer Urkunde des Klosters Kempten erwähnt. Im 12. Jahrhundert wechselte der Ort öfters seine Besitzer und 1165 kam Unterroth zur Herrschaft von Kellmünz. Im Jahr 1187 kam Unterroth, vermutlich durch Verpfändung, wieder an das Kloster Ottobeuren.
1426 erhielt Graf Hugo von Rechberg, Herr von Kellmünz, die Güter zu Unterroth vom Bischof von Augsburg als Lehen. 1447 belieh der Bischof die Herren von Rechberg mit einem anderen Teil des Ortes.
Während des Bauernkrieges 1525 wurden auch die Unterrother Bauern rebellisch. Als Strafe wurde der Ort von berittenen Söldnern und Landsknechten geplündert und zwei Ortsansässige wurden erstochen.

### Bis zur Gemeindegründung
Unterroth gehörte zum Hochstift Augsburg. Seit dem Reichsdeputationshauptschluss von 1803 gehört der Ort zu Bayern. Teile von Unterroth gehörten zur Herrschaft Illerreichen der Fürsten Schwarzenberg, die erst 1806 zum Königreich Bayern kamen. Im Zuge der Verwaltungsreformen in Bayern entstand mit dem Gemeindeedikt von 1818 die heutige Gemeinde.

### Einwohnerentwicklung
| Jahr      | 1961 | 1970 | 1987 | 1991 | 1995 | 2000 | 2005 | 2010 | 2015 | 2016 | 2019 |
| --------- | ---- | ---- | ---- | ---- | ---- | ---- | ---- | ---- | ---- | ---- | ---- |
| Einwohner | 737  | 788  | 833  | 902  | 950  | 938  | 956  | 985  | 1025 | 1046 | 1112 |

Zwischen 1988 und 2019 wuchs die Gemeinde von 831 auf 1112 um 281 Einwohner bzw. um 33,8 % – höchster prozentualer Zuwachs im Landkreis Neu-Ulm im genannten Zeitraum.

## Politik

### Gemeinderat
Der Gemeinderat besteht aus dem ersten Bürgermeister und den Gemeinderatsmitgliedern. Für die Amtszeit 2014–2020 waren acht Gemeinderatsmitglieder zu wählen. Aufgrund der über 1000 gestiegenen Einwohnerzahl waren bei der Gemeinderatswahl vom 15. März 2020 zwölf Mitglieder zu wählen. Sie entstammen alle dem 20 Bewerber umfassenden einzigen Wahlvorschlag der Wählergruppe Dorfgemeinschaft.

### Bürgermeister
Seit 1. Mai 2020 ist Norbert Poppele (Dorfgemeinschaft) Erster Bürgermeister; dieser wurde am 15. März 2020 als einziger Bewerber mit 89,3 % der Stimmen gewählt. Seine Vorgänger waren:
- Gerhard Struve (Dorfgemeinschaft) von 2002 bis 2020 und
- Günter Steinmüller (* 1939; † 2016; Dorfgemeinschaft) von 1996 bis 2002.[7]

### Wappen
| Wappen von Unterroth | Blasonierung: „Gespalten von Rot und Silber mit zwei abgewendeten steigenden Löwen in verwechselten Farben.“ |
| Wappen von Unterroth | Wappenbegründung: Das Wappen setzt sich aus Elementen der zwei wichtigsten früheren Herrschaftsinhabern zusammen: die Spaltung in Rot uns Silber stammt vom Wappen des Fürstbistums Augsburg, die Löwen von dem der von Rechberg. |

## Baudenkmäler
- Katholische Pfarrkirche St. Gordian und Epimachus, Unterroth
- Katholische Wallfahrtskirche Zur Schmerzhaften Muttergottes im Ortsteil Matzenhofen (mit barocker Ausstattung, u. a. Fresken von Franz Martin Kuen)

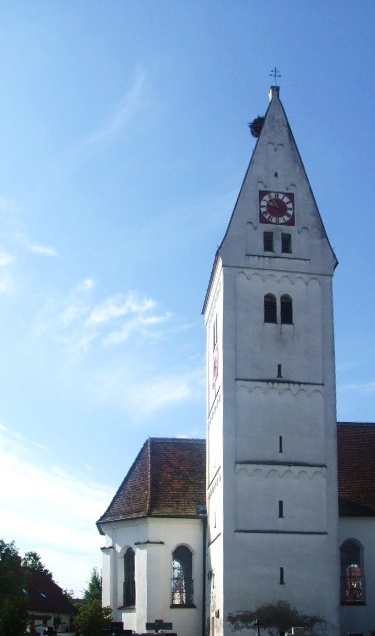
Pfarrkirche Unterroth
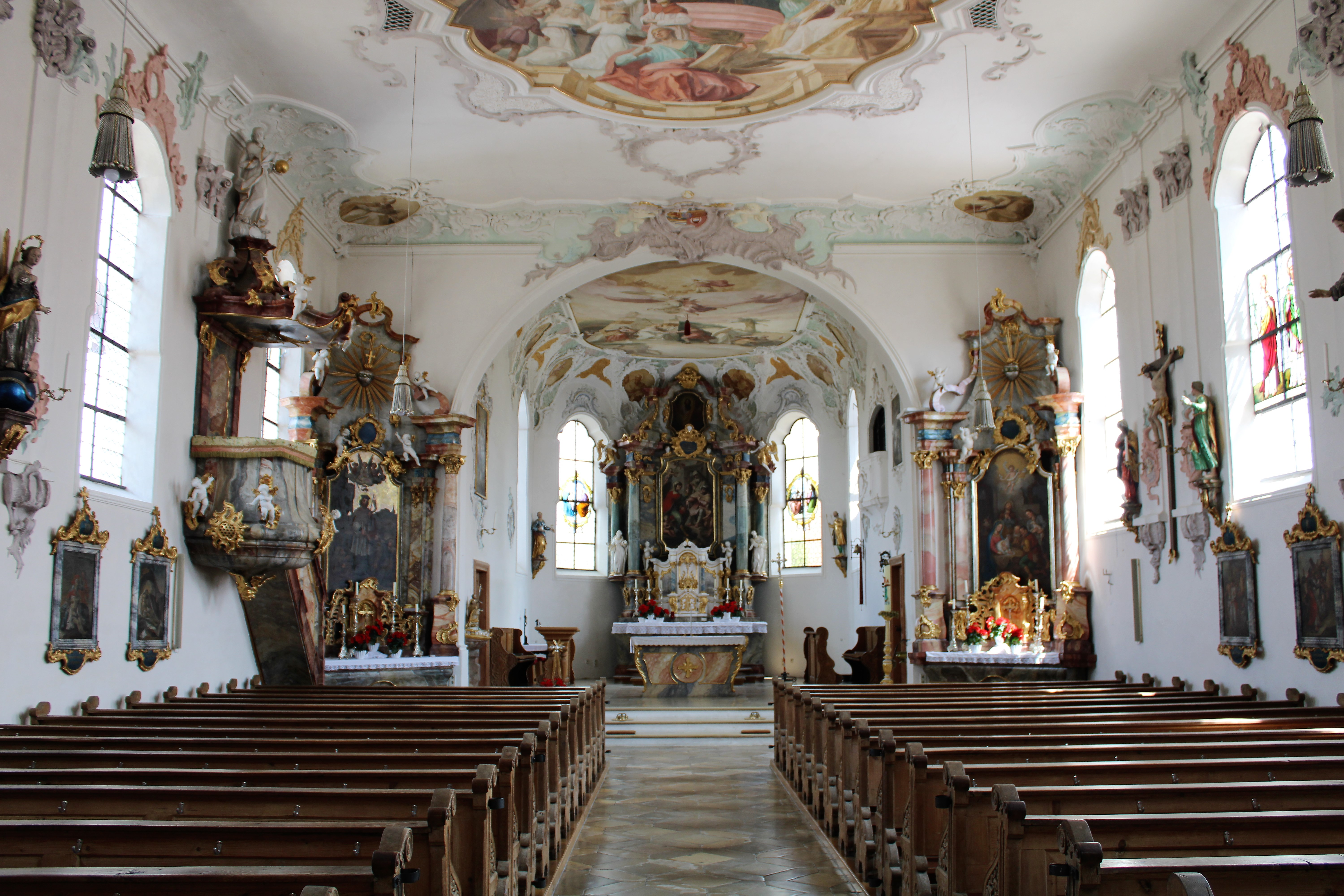
Altar in der Pfarrkirche
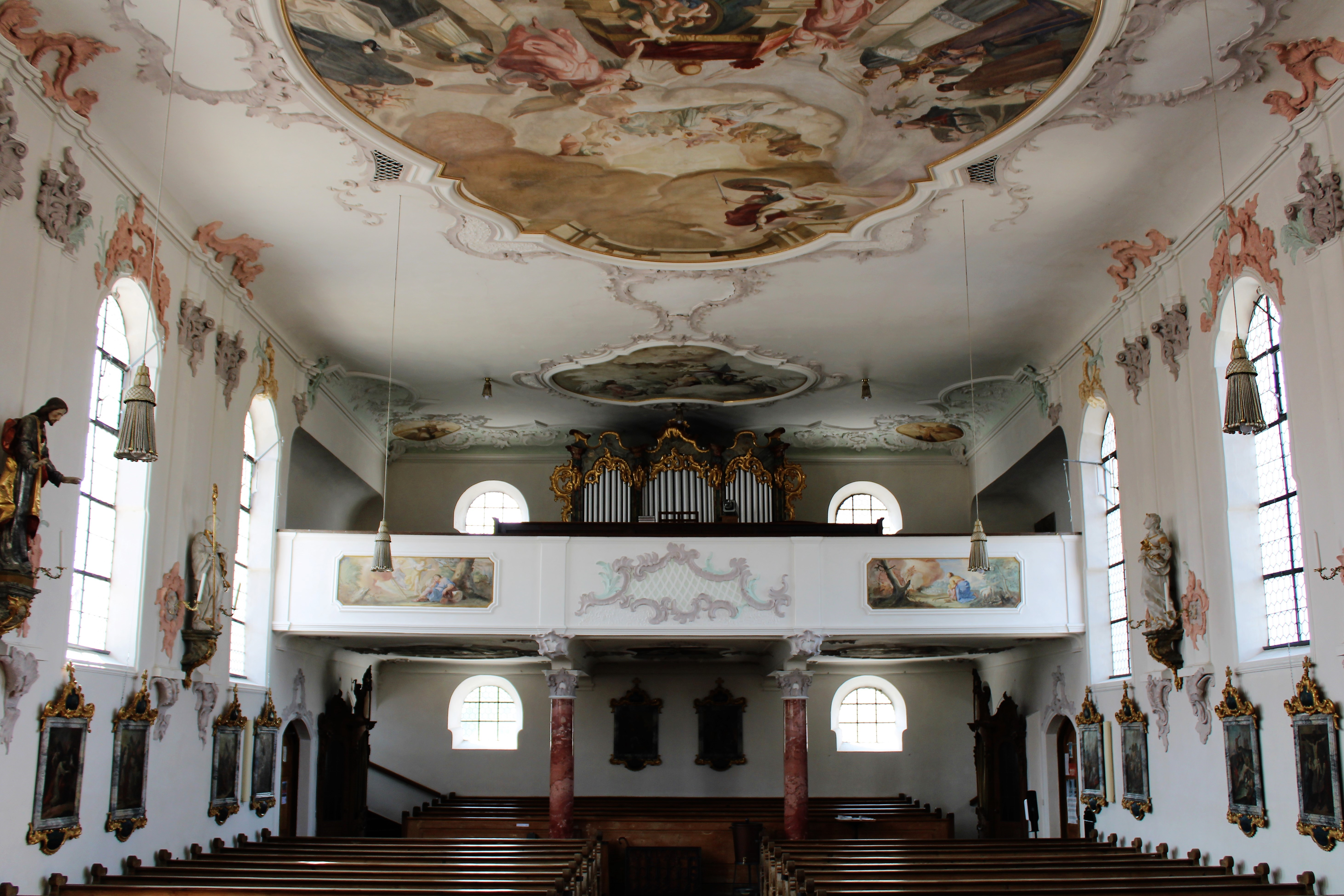
Orgel in der Kirche
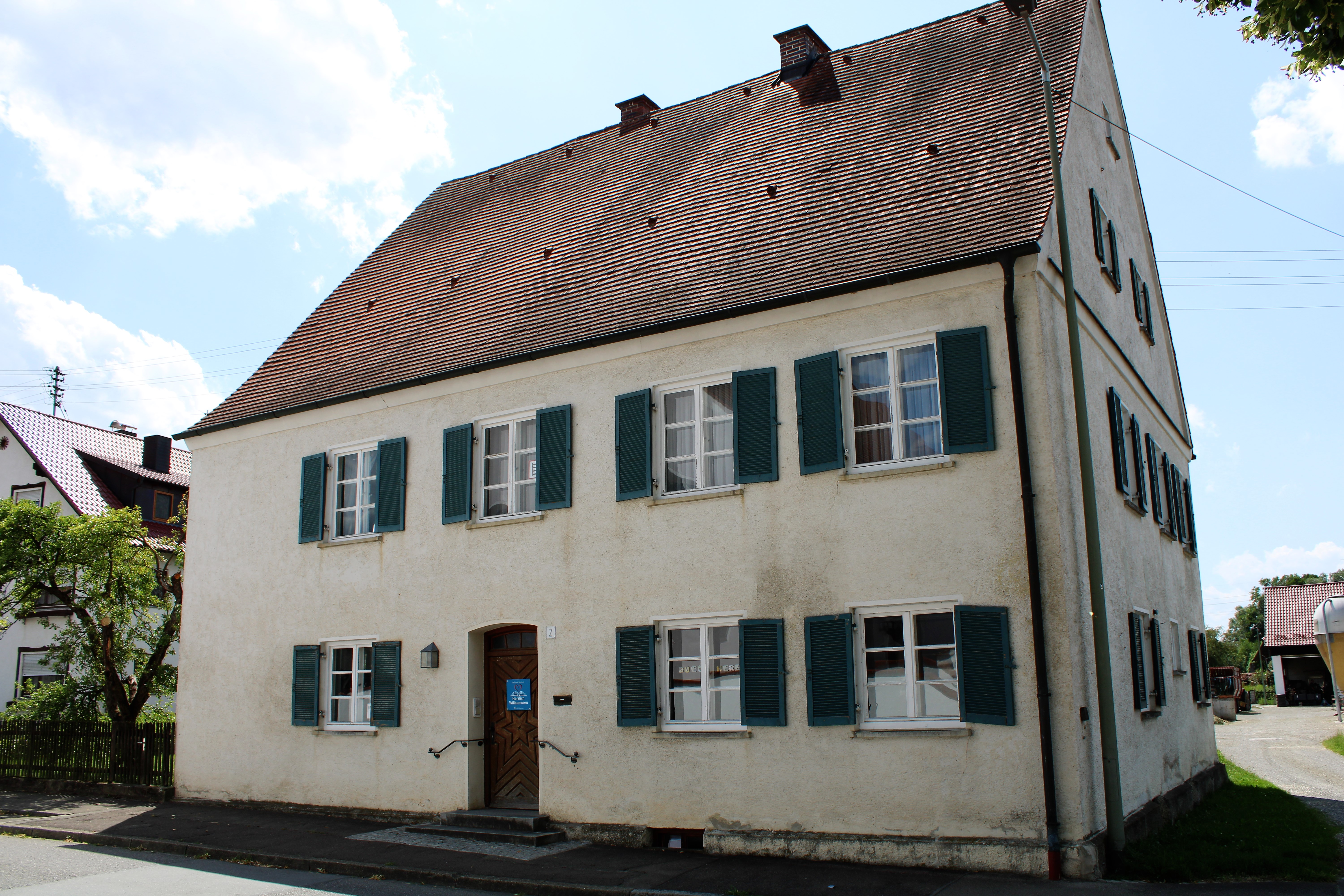
Pfarrhaus
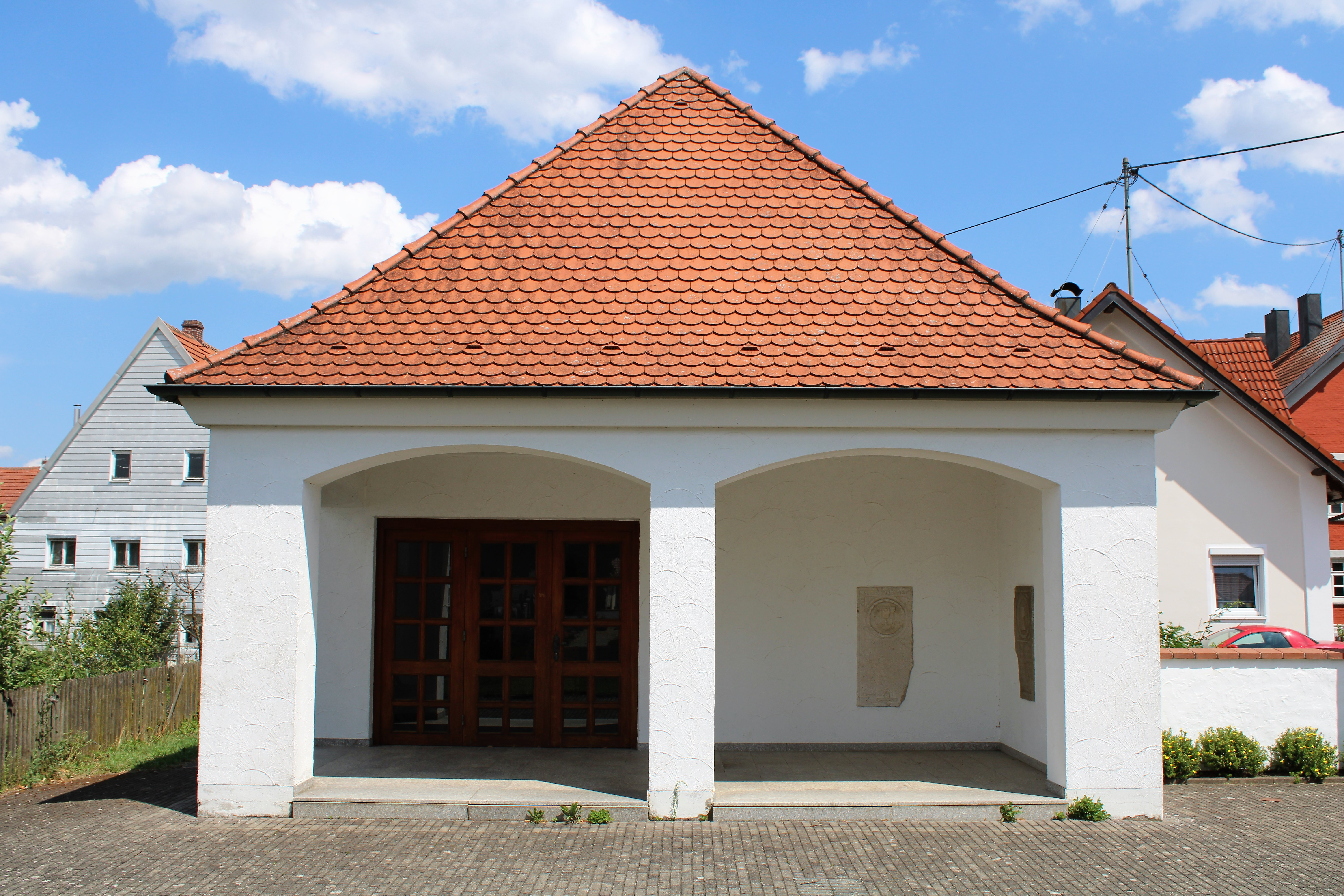
Aussegnungshalle auf dem Friedhof
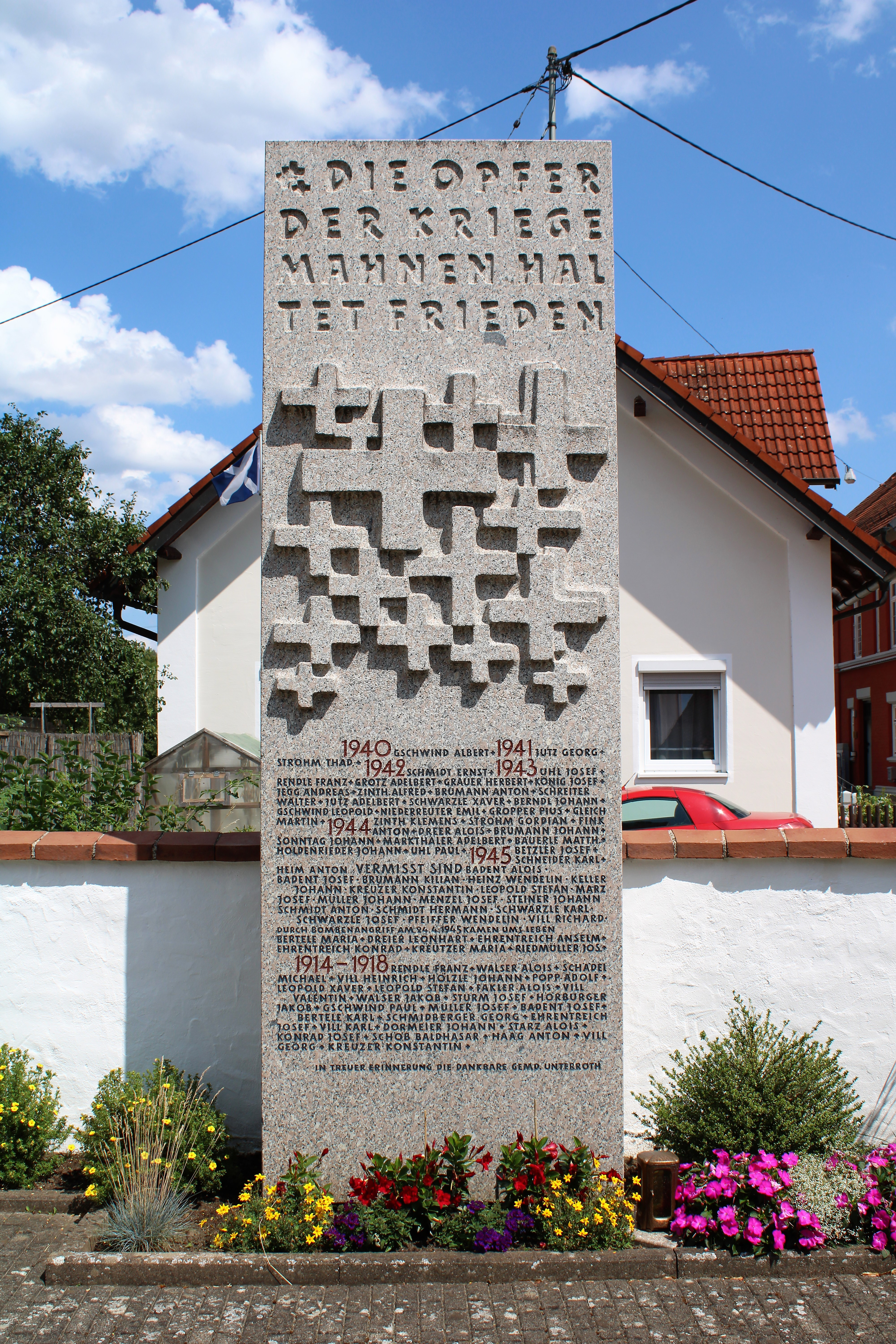
Gefallenendenkmal
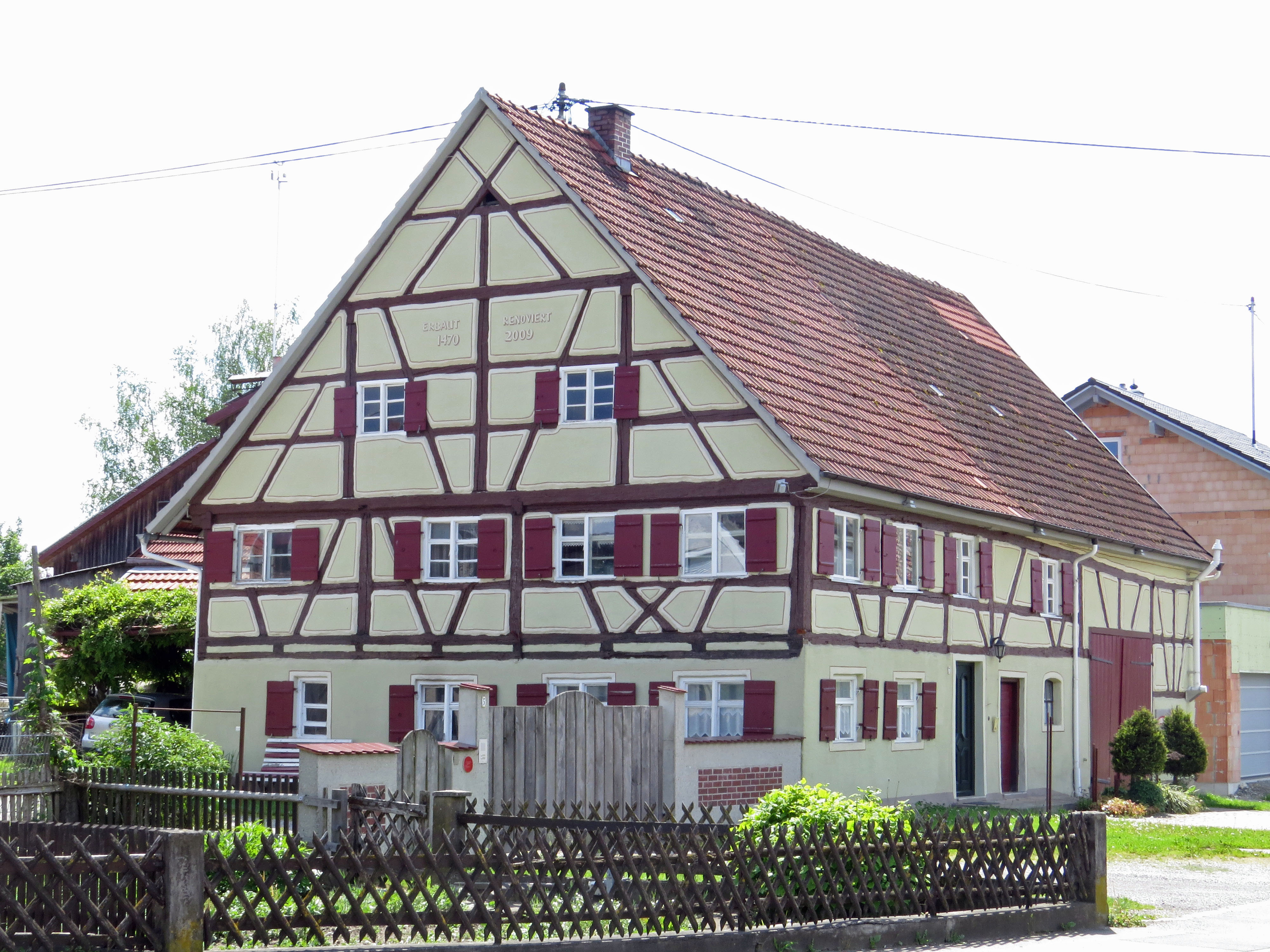
Bauernhaus
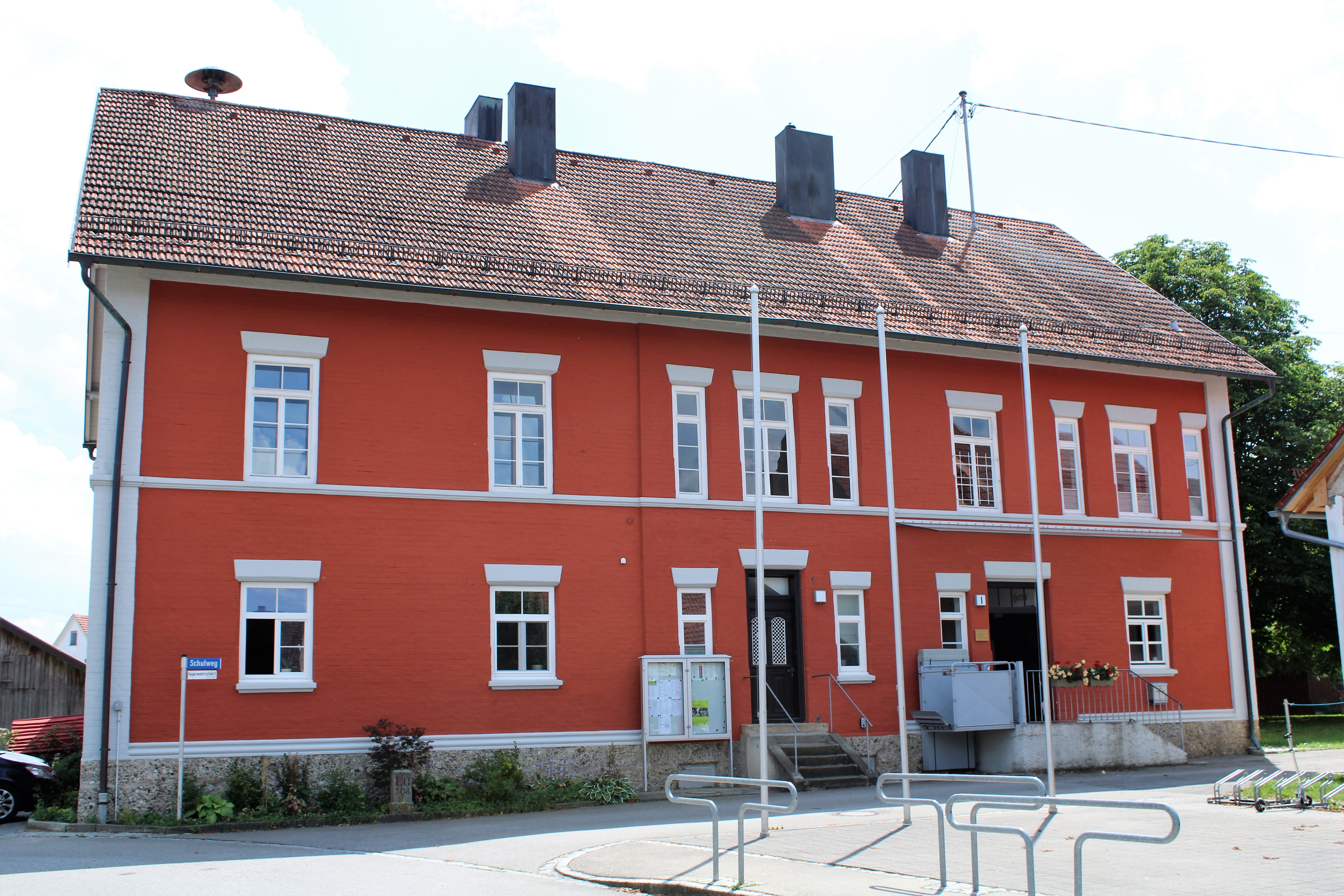
Gemeindehaus
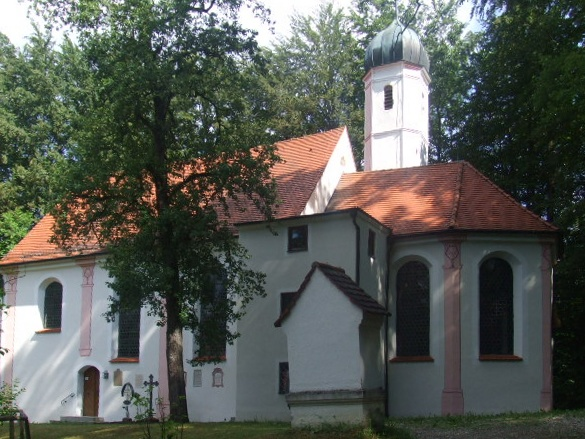
Wallfahrtskirche Matzenhofen

## Wirtschaft und Infrastruktur
Im Jahre 2014 betrugen die Gemeindesteuereinnahmen 740 T€, davon waren umgerechnet 176 T€ (netto) Gewerbesteuereinnahmen.

### Verkehr
In Unterroth kreuzen sich die Staatsstraße 2020 und die Kreisstraße NU 5. Diese verbindet Unterroth mit der Autobahn A 7 – Auffahrt Illertissen (AS 124) etwa fünf Kilometer nordwestlich. Der nächste Flughafen ist der Flughafen Memmingen etwa 30 Kilometer südlich.

### Wirtschaft einschließlich Land- und Forstwirtschaft
Im Jahr 2014 gab es 66 sozialversicherungspflichtige Arbeitsplätze in der Gemeinde. Von der Wohnbevölkerung standen 417 Personen in einem versicherungspflichtigen Arbeitsverhältnis, so dass die Zahl der Auspendler um 351 Arbeitnehmer höher war als die der Einpendler. Für 2010 weist die Statistik 18 landwirtschaftliche Betriebe aus. 410 ha der Gemeindeflur waren landwirtschaftlich genutzt, davon 219 ha als Grünland und 191 ha als Ackerland.

### Bekannte Unternehmen
Die Firma Butzbach, Hersteller von Toren und Fassaden, betreibt ein Werk in Unterroth.

### Bildung
Im Jahr 2015 gab es in Unterroth eine Kindertageseinrichtung mit 75 Plätzen und 44 Besuchern.

## In Unterroth geboren
- Valentin Thalhofer (1825–1891), Dompropst in Eichstätt, Pastoraltheologe an der Universität München
- Alphons Maria Rathgeber (1888–1964), katholischer Pfarrer und Autor